# Dieter Legler
Dieter Legler (* 3. Mai 1934; † 2. März 2003) war ein deutscher Fußballspieler, der in Dresden und Ost-Berlin aktiv war. Er spielte für die BSG Rotation und den SC Einheit Dresden, für den SC Dynamo Berlin und für die SG Dynamo Dresden in der höchsten Fußballspielklasse der DDR, der Oberliga.

## Sportliche Laufbahn
Leglers Fußball-Laufbahn begann als Nachwuchsspieler in der Fußballsektion der Betriebssportgemeinschaft (BSG) Rotation Dresden. Von 1952 bis 1955 gehörte er zum Aufgebot der Oberligamannschaft, die ab 1954 als SC Einheit Dresden antrat. Mit ihr absolvierte er 69 Punktspiele, in denen er als Stürmer zwölf Tore erzielte. 1956 wechselte Legler zum SC Dynamo Berlin, dem Spitzenklub der Sportvereinigung für die inneren Sicherheitsorgane in der DDR, deren Fußballmannschaft ebenfalls in der Oberliga spielte. Dort nahm seine Entwicklung einen unglücklichen Verlauf. Zum einen wurde er erst im letzten Saisonpunktspiel in der Oberligamannschaft eingesetzt, und dies zum anderen ohne offizielle Spielberechtigung, sodass Dynamo Berlin zwei Punkte abgezogen wurden. Das führte zum Abstieg aus der Oberliga, und Legler musste 1957 für ein Jahr in der Zweitklassigkeit spielen, ehe die Berliner den sofortigen Wiederaufstieg schafften. Auch in der folgenden Oberligasaison 1958 kam Legler nicht richtig zum Zuge und absolvierte lediglich sieben Erstligaspiele, ein Torerfolg gelang ihm nicht.
1959 kehrte Legler nach Dresden zurück, schloss sich nun aber der SG Dynamo an. Deren erste Mannschaft war gerade in die zweitklassige DDR-Liga aufgestiegen, und dort gelang es Legler endlich erfolgreich Fuß zu fassen. Er entwickelte sich zum treffsicheren Mittelstürmer und sorgte am 11. Spieltag in der Begegnung Dynamo Dresden – Chemie Wolfen mit sechs Toren beim 8:1-Sieg für Aufsehen. In den folgenden Spielzeiten 1960 und 1961/62 wurde er mit 18 bzw. 28 Punktspieltoren Torschützenkönig der DDR-Liga. Die hohe Torquote 1961/62 erklärt sich durch die Tatsache, dass in dieser Saison wegen des Wechsels vom Kalenderspieljahr zum Sommer-Frühjahr-Rhythmus 39 Punktspiele ausgetragen wurden. In dieser Saison schaffte Dynamo Dresden auch den Aufstieg in die Oberliga. In der folgenden Oberligasaison absolvierte Legler 22 der 26 ausgetragenen Punktspiele und war mit sieben Treffern erneut bester Torschütze seiner Mannschaft. Diese konnte jedoch den Klassenerhalt nicht sichern, sodass Legler 1963/64 noch einmal in der Zweitklassigkeit spielen musste. Auch mit Dynamo Dresden erreichte er den sofortigen Wiederaufstieg, war inzwischen aber bereits 30 Jahre alt. Mit Gumz, Ziegler und Siede waren jüngere Stürmer nachgerückt, sodass Legler in der Oberligaspielzeit 1964/65 nur noch einmal, am ersten Saisonspieltag zum Einsatz kam. Am Saisonende beendete er seine aktive Laufbahn. In seinen sechs Jahren bei Dynamo Dresden war er in 140 Punktspielen eingesetzt worden, darunter waren 23 Oberligaspiele. Mit 85 Toren war er in diesen Jahren der erfolgreichste Torschütze seiner Mannschaft, neben seinen sechs Toren im Wolfen-Spiel 1959 war er in weiteren fünf Punktspielen jeweils mit drei Treffern erfolgreich.
Dieter Legler verstarb er nach langer schwerer Krankheit im März 2003 im Alter von 68 Jahren und wurde auf dem Heidefriedhof beigesetzt.